# Новый Белый Яр
Новый Белый Яр — село в Чердаклинском районе Ульяновской области России, административный центр Белоярского сельского поселения.

## История
В 1953 году, в связи с затоплением Куйбышевским водохранилищем, жители двух нижних улиц Белого Яра переселились из зоны затопления на возвышенное место (новая площадка), основав новое село названное Новым Белым Яром. Также в новое село были переселены жители других сёл (Табурное, Вислая Дубрава, Банный (Затон)), перенесённых из зоны затопления Куйбышевского водохранилища.

## Население
В Новом Белом Яре проживает около 700 человек. Национальный состав: русские — 60 %, чуваши — 15 %,татары — 10 %, мордва — 4 %.

## Культура и образование
В селе работают несколько культурных учреждений — клуб и библиотека. Рядом с клубом расположена Новобелоярская сельская средняя школа.

## Достопримечательности
Памятник воинам, погибшим в Великой Отечественной войне (1975 г.)